# Pomnik Lotników Polskich w Banicy

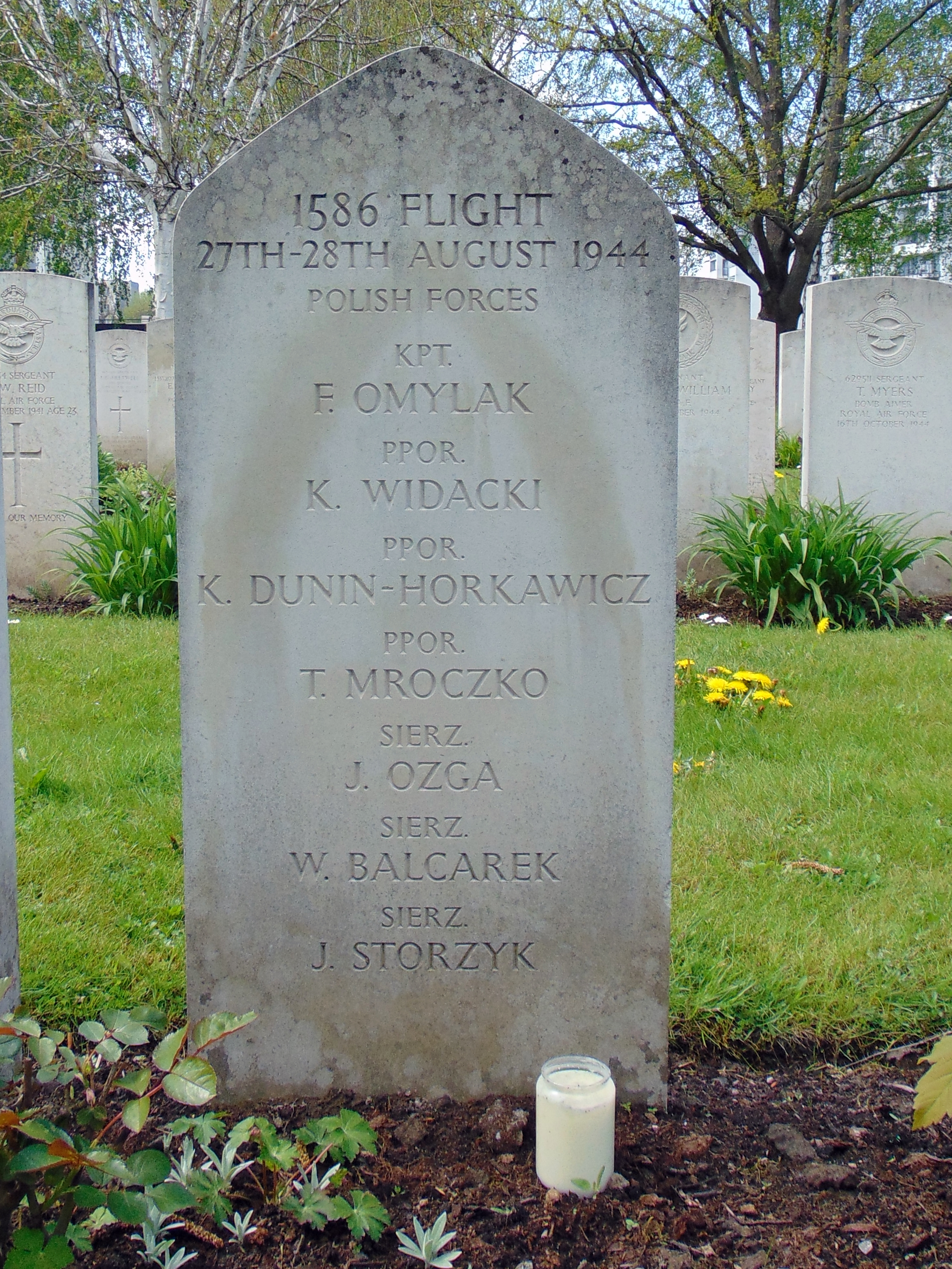
Grób lotników którzy zginęli w Banicy, cmentarz w Krakowie

Pomnik Lotników Polskich w Banicy – pomnik znajdujący się w przysiółku Banica we wsi Krzywa w województwie małopolskim. Pomnik upamiętnia siedmiu polskich lotników, którzy zginęli w katastrofie samolotu w czasie II wojny światowej w wyniku zestrzelenia samolotu w czasie lotu bojowego z zaopatrzeniem dla powstańczej Warszawy.
Pomnik ku czci poległych 7 polskich lotników z 1586 Eskadry do Zadań Specjalnych, jednostki lotniczej RAF stacjonującej na lotnisku Campo Cassale koło Brindisi, we Włoszech.

## Opis
Pomnik postawiono w 1969 r. na wzgórzu przy drodze biegnącej z miejscowości Sękowa do Krzywej. Z powodu braku szczegółowych danych co do samolotu oraz poległych w katastrofie lotników na pomniku umieszczono napis: "Pamięci 7 lotników Polskich nieznanego nazwiska niosącym z Włoch pomoc dla powstańców Warszawy poległym w Banicy we wrześniu 1944 r, w 25 rocznicę śmierci". Społeczeństwo Powiatu Gorlickiego". W 2006 r. przeprowadzono badania archeologiczne w miejscu upadku samolotu, które potwierdziły, że był to samolot Halifax MkII FS-P (JP295) oraz ustalono skład załogi samolotu. Stary pomnik rozebrano 12 czerwca 2009 r.
Nowy pomnik wybudowano w miejscu poprzedniego i odsłonięto w 65. rocznicę zestrzelenia samolotu, dnia 28 sierpnia 2009 r. Na pomniku umieszczono listę imienną poległych lotników.
Wieczorem 27 sierpnia 1944 r. załoga samolotu Halifax JP295 wystartowała z lotniska we Włoszech, był to lot dla zaopatrzenia powstańców w Warszawie. Załoga samolotu należała do 1586 Eskadry do Zadań Specjalnych, a stacjonowała na lotnisku Campo Cassale koło Brindisi, na południowym wschodzie Włoch. Podczas tego lotu w samolocie HP59 Halifax MkII FS-P (JP295) znajdowali się: kpt. nawigator Franciszek Omylak, ppor. pilot Kazimierz Widacki, ppor. bombardier Konstanty Dunin-Horkawicz, ppor. strzelec pokładowy Tadeusz Mroczko, sierżant strzelec pokładowy Józef Skorczyk,  sierżant mechanik pokładowy Wilhelm Balcarek, sierżant radiooperator Jan Ożga. Samolot został zestrzelony 28 sierpnia o godz.2:33 przez nocny niemiecki myśliwiec JU-88C/G, cała załoga zginęła.
Ciała lotników pochowano w miejscu katastrofy, następnie w marcu 1945 r. przeniesiono na cmentarz we wsi Krzywa, w 1980 r. po ekshumacji groby lotników ponownie przeniesiono na cmentarz wojskowy Wspólnoty Brytyjskiej w Krakowie.